# نادي كوشيتسه
نادي كوشيتسه هو نادي كرة قدم في سلوفاكيا تأسس في 1903 يقع في كوشيتسه.

## وصلات خارجية
- الموقع الرسمي